# (2055) Дворжак
(2055) Дворжак (чеш. Dvořák) — небольшой астероид, который относится к группе астероидов, пересекающих орбиту Марса. Он был открыт 19 февраля 1974 года чешским астрономом Лубошем Когоутеком в Гамбургской обсерватории и назван в честь чешского композитора А. Дворжака. 

Орбита астероида Дворжак и его положение в Солнечной системе
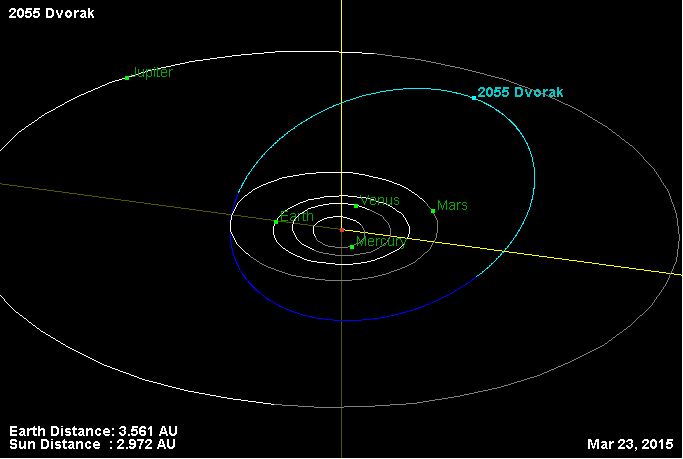
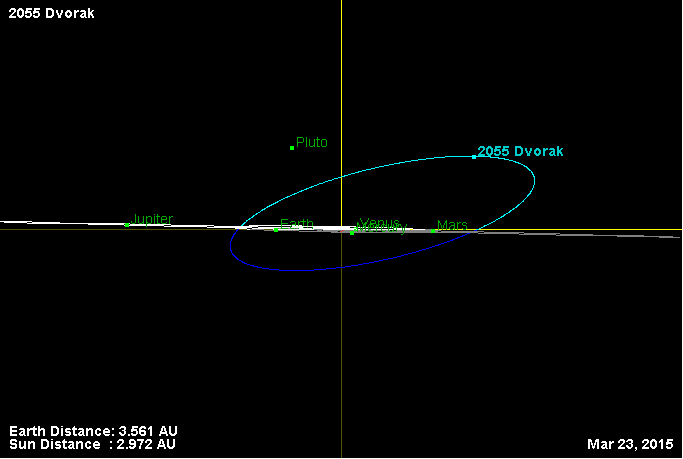